# Open Archival Information System
Open Archival Information System (u OAIS) es un modelo conceptual destinado a la gestión, al archivo y a la preservación a largo plazo de documentos. La actualización ha sido dirigida por el Consultative Committee for Space Data Systems (CCSDS). OAIS se ha registrado como norma con la referencia ISO 14721:2003. Posteriormente se publicó una nueva versión, en junio de 2012, ISO 14721:2012.
El modelo OAIS constituye una referencia que describe, en grandes líneas, las funciones, las responsabilidades y la organización de un sistema que quiera preservar la información, en particular los datos digitales, a largo plazo, para garantizar el acceso a una comunidad de usuarios identificados. El largo plazo está definido como suficientemente largo para ser sometido al impacto de las evoluciones tecnológicas. 
La infraestructura del proyecto de investigación CASPAR, cofinanciado por la Unión Europea, se basa en el estándar OAIS.
Surgió en la década del 1990 en la NASA. El 2003 se convirtió en norma ISO.

## Definición
OAIS no muestra el diseño concreto de un programa, más bien ofrece una serie de pistas que sirven para estandarizar la forma en que los materiales a preservar deben ser gestionados, desde su ingreso hasta el acceso público. Estas pistas deben ser adaptadas por cada institución a sus propias necesidades.
Es un modelo de referencia que pretende reducir los malentendidos, y según la propia definición del protocolo OAIS, un modelo de referencia es:

“Un marco para la comprensión de las relaciones importantes entre las entidades de un mismo entorno y para el desarrollo de los estándares o especificaciones básicas que apoyan ese entorno. Un modelo de referencia se basa en un pequeño número de conceptos unificadores y puede ser utilizado como base para la educación y para explicar los estándares a alguien no especialista”
A framework for understanding significant relationships among the entities of some environment, and for the development of consistent standards or specifications supporting that environment. A reference model is based on a small number of unifying concepts and may be used as a basis for education and explaining standards to a non-specialist.

## Entorno y modelo de información OAIS
El entorno OAIS implica la interacción entre cuatro entidades: productores de información (Producer), usuarios de información (Consumer, o la comunidad designada, Designated Community), gestor (Management), y el propio archivo. El componente gestor del entorno OAIS no es una entidad que realice actividades cotidianas de mantenimiento de un archivo sino una persona o grupo que establece las políticas para el contenido del archivo.
El modelo OAIS también define un modelo de información. Los elementos físicos o digitales que contienen información son conocidos como objetos de datos (Data Object). Los miembros de la comunidad designada de un archivo deberían ser capaces de interpretar y entender la información contenida en un objeto de datos bien por su sólida base de conocimientos o con la asistencia de la "información de representación" (Representation Information) suplementaria que se incluye con el objeto de datos.
Un paquete de información (Information Package) comprende los siguientes objetos de información:
- Información sobre el contenido (Content Information): la cual incluye el objeto de datos y su información de representación
- Información relativa a la conservación (Preservation Description Information): contiene la información necesaria para conservar información vinculada al contenido (como información sobre la procedencia del elemento, identificadores únicos, una suma de verificación u otros datos de autenticación, etc.)
- Información de encapsulado (Packaging Information): mantiene los componentes del paquete de información juntos
- Información descriptiva (Descriptive Information): metadatos sobre el objeto que permiten al objeto ser localizado posteriormente usando las funciones de búsqueda y recuperación del archivo

Hay tres variantes del paquete de información en el modelo de referencia OAIS:
- Paquete de información de ingreso (SIP, Submission Information Package): que es la información (el objeto, junto con los metadatos asociados) enviada desde el productor hacia el archivo
- Paquete de información de archivo (AIP, Archival Information Package): que es la información almacenada por el archivo para su gestión y preservación
- Paquete de información de difusión (DIP, Dissemination Information Package): que es la información enviada a un usuario cuando así lo solicite. El DIP contiene, además del objeto en sí mismo, los metadatos y cualquier otra información o aplicación necesaria para que el usuario sepa utilizarlo.

Estos tres paquetes de información pueden o no ser idénticos entre ellos.

## Procesos
Según el modelo OAIS, un archivo digital debe componerse de seis procesos básicos, que podemos ver reflejados en el siguiente gráfico:
Cuatro de ellos son actividades a las que se somete el material almacenado:
- Incorporación/ingesta (ingest): Los paquetes de información llegan desde los productores y, tras someterlos a diversos controles, se procede a su ingreso en el sistema de preservación.
- Almacenamiento/Almacén del archivo (archival storage): En este proceso, los ficheros de datos son almacenados en un soporte físico y se proporcionan los servicios necesarios para el almacenamiento, mantenimiento y recuperación.
- Gestión/Administración de datos (data management): Se gestionan los metadatos de los ficheros: los originales, que formaban parte del IP, los que fueron creados en el proceso de ingesta y todos aquellos que se generen a lo largo de la vida de los ficheros.
- Acceso/difusión (access/dissemination): Se da soporte a los usuarios para posibilitar la recuperación y acceso a la información preservada.

Y dos hablan del funcionamiento del depósito:
- Planificación para la preservación (preservation planning): En este proceso se deciden las políticas que se van a aplicar, se monitorea el entorno y se sigue una vigilancia tecnológica para detectar cuando un formato se vuelve obsoleto y proceder a la migración a un nuevo formato. La finalidad es asegurar que la información permanezca disponible en el futuro.
- Administración/Gestión del depósito (archive administration): Desde aquí se proporciona el soporte técnico a toda la operación global de preservación.

## Metadatos
Para poder realizar la preservación de forma efectiva, OAIS reconoce dos tipos de metadatos:
- RI (Representation information): es la información necesaria para interpretar los datos técnicos del paquete de información y es lo que permitirá convertirlo a otros formatos y hacerlo recuperable.[6]
- PDI (Preservation description information): Esta información será la que posibilite la interpretación descriptiva que permita identificar y recuperar el contenido de la información durante un largo periodo de tiempo. Incluye datos referentes a los derechos de autor, restricciones de uso, etc.[7]

### Metadatos de representación y metadatos de preservación
Siguiendo las recomendaciones del modelo de referencia OAIS los sistemas de metadatos de representación (RI) más populares son:
- Dublin Core: es un sistema de descripción de recursos de información. Este estándar (ISO 15836:2003) se caracteriza por ser un sistema general, independiente, extensible y económico. Está formado por 15 elementos que se clasifican en tres grupos: Descripción del recurso: datos sobre las características bibliográficas del recurso, Propiedad intelectual: autor, editor de la obra e Instancia: fecha de creación, formato, tipo e identificador (URL, DOI, ISBN). Todos los elementos son repetibles y opcionales y van precedidos de los caracteres DC. Existe un Dublin Core Simple y Dublin Core Calificado. Este segundo esquema es una ampliación del DC Simple y determina el significado de cada uno de los 15 elementos iniciales añadiéndole calificadores. Se pretende mitigar la generalidad de las propiedades principales del sistema para describir cualquier tipo de recurso electrónico.
- Marcxml:[8] es la codificación de los registros MARC en XML para facilitar la captura e integración de estos registros en los procesos de recopilación propios de desarrollos OAI e incluir metadatos MARC en el texto completo de documentos codificados en XML.
- MODS:[9] sistema XML para codificar metadatos e información bibliográfica. Basado en el MARC21 consta de 20 elementos principales que se subdividen en elementos más específicos para una estructuración del contenido más precisa. Son etiquetas alfanuméricas que posibilitan una descripción más detallada que el sistema Dublin Core pero menos compleja que el MARC.
- METS:[10] sistema que codifica en formato electrónico el propio objeto digital. Además de contener los metadatos descriptivos añade metadatos administrativos y de gestión. Los mets son documentos XML que recogen la estructura de un objeto digital formado por varios archivos en distinto formato y la forma en la que se organizan estos archivos en el documento digital.

El sistema de metadatos de preservación de objetos digitales (PDI) que destaca en el panorama bibliotecario es:
- PREMIS:[11] Es el fruto de un grupo de trabajo miembros de la OCLC y RLG (Research Libraries Group) creado en 2003. Entre sus objetivos estaba crear un conjunto de metadatos para la preservación de objetos digitales que pudiera aplicarse a un sistema real y analizar otras soluciones para la codificación, almacenamiento e intercambio de registros. Los resultados más importantes de este equipo de profesionales fueron, por un lado el informe Implementing Preservation Repositories for Digital Materials: Current Practice and Emerging Trends in the Cultural Heritage Community (2004) y el Data Dictionary for Preservation Metadata[12] (2005, última versión PREMIS 2.2 de julio de 2012). Este diccionario describe los metadatos esenciales para la preservación digital de cualquier formato de archivos y el esquema XML para su codificación.

Este sistema divide los metadatos en cinco categorías:
- Entidad intelectual: detalla la tipología documental del objeto digital.
- Objeto: formato electrónico de la entidad intelectual. Se clasifican en cuatro tipos: bitstream, secuencia de bites; file, archivos; filestream, tipo de archivo (comprimidos, encriptados); representation, conjunto de archivos que representan al documento.
- Eventos: los distintos procesos que se llevan a cabo en un documento digital para su preservación (registro, almacenamiento, migración, etc.).
- Agentes: personas, instituciones o aplicaciones informáticas relacionadas con un evento.
- Derechos: permiso del autor de la obra para ejecutar las tareas que conlleva la preservación digital.

## Objetivos
La implantación del modelo de referencia OAIS persigue los siguientes fines:
- Recibir información proveniente de organismos productores y que cumpla las condiciones establecidas para su incorporación al archivo.
- Fijar los criterios de selección de los contenidos que van a ser preservados, respetando los derechos de autor y favoreciendo el depósito de los materiales por parte de los productores.
- Permitir el acceso público a la información que se preserva.
- Asegurar la comprensión de la información almacenada y preservada, por parte de los potenciales destinatarios de la misma, sin que éstos necesiten de ningún soporte para ello.
- Establecer procesos y políticas concretas que garanticen la preservación de los documentos frente a riesgos eventuales y la difusión de copias legales y auténticas de los mismos.